# Jerzy Kosmala
Jerzy Władysław Kosmala (ur. 27 czerwca 1958 w Krośnie Odrzańskim) – polski polityk, poseł na Sejm PRL IX kadencji.

## Życiorys
W 1978 skończył Technikum Odlewnicze w Nowej Soli i został ślusarzem w Zakładach Płyt Pilśniowych w Krośnie Odrzańskim. Był przewodniczącym Zarządu Zakładowego ZSMP i działaczem PRON. W 1985 uzyskał mandat posła na Sejm PRL IX kadencji w okręgu Zielona Góra, był posłem bezpartyjnym. Pełnił funkcję Sekretarza Sejmu. Zasiadał w Komisji Rolnictwa, Leśnictwa i Gospodarki Żywnościowej. W 1989 bez powodzenia ubiegał się o reelekcję. W 2002 uzyskał mandat radnego powiatu krośnieńskiego z listy lokalnej Inicjatywy Gospodarczo-Społecznej. W 2006 nie ubiegał się o reelekcję.